# Non Return to Zero Mark
Le codage NRZM, Non Return to Zero Mark en anglais, est une variante du codage NRZ.

## Règles de codage
La valeur 1 crée une transition.

### Avantages
Facile à mettre en œuvre, bonne utilisation de la bande passante.

### Inconvénients
Pas de transition créée lors d'une longue séquence de 0, donc synchronisation difficile, voire impossible. On préférera donc plutôt la méthode de codage Manchester.